# ماريك ويبر
ماريك ويبر (بالألمانية: Marek Weber)‏ هو موزع ألماني، ولد في 25 أكتوبر 1888 في لفيف في أوكرانيا، وتوفي في 9 فبراير 1964 في شيكاغو في الولايات المتحدة.

## معرض صور

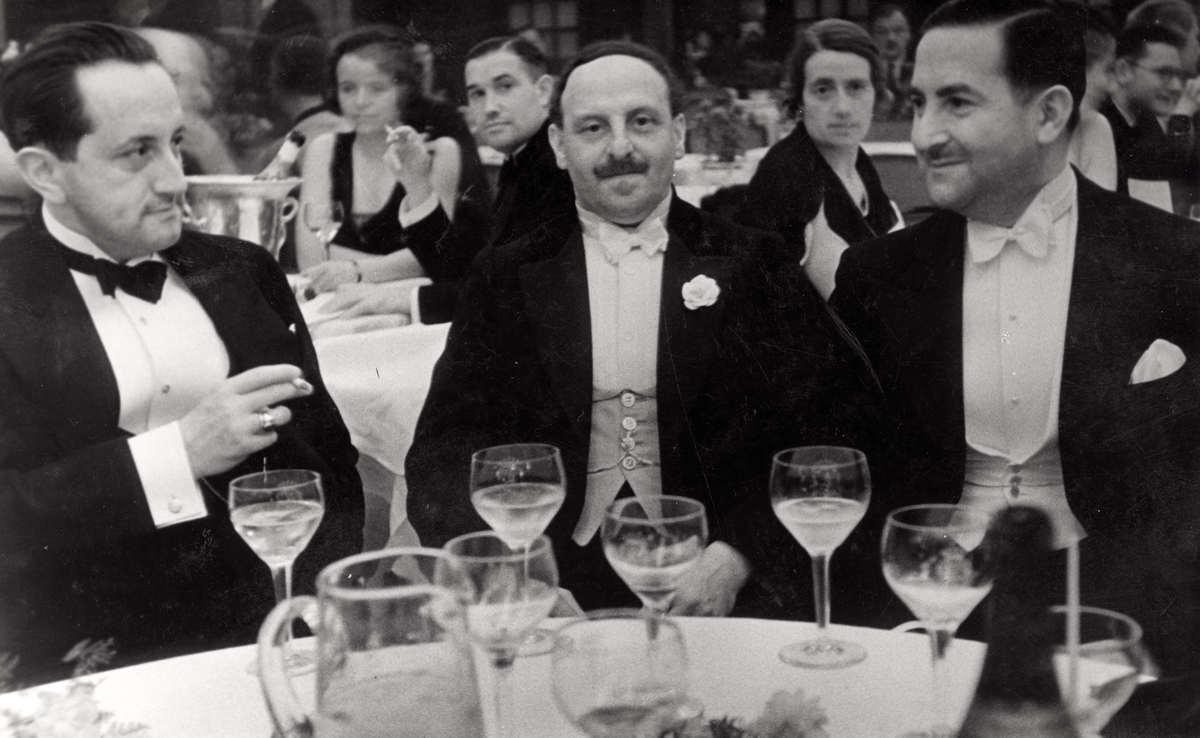

## وصلات خارجية
- ماريك ويبر على موقع ميوزك برينز (الإنجليزية)
- ماريك ويبر على موقع ديسكوغز (الإنجليزية)
- ماريك ويبر على موقع ديسكوغز (الإنجليزية)